# オデッサ大学
オデッサ大学（おでっさだいがく、英語: Odesa I. I. Mechnikov National University、公用語表記: Одеський національний університет імені І. І. Мечникова）は、ウクライナ オデッサに本部を置くウクライナの国立大学。1865年創立、1865年大学設置。大学の略称はONU。
I・I・メニチコフ記念オデッサ国立大学 (ウクライナ語: Одеський національний університет імені І. І. Мечникова) は、ウクライナのオデッサに本部を置く同国の主要な国立大学のひとつである。本大学で教授を務め、（免疫学、微生物学ならびに進化発生学を研究し、）1908年にノーベル生理学・医学賞を受賞した科学者のイリヤ・イリイチ・メチニコフに因んで大学名を名付けている。大学は1865年にロシア皇帝アレクサンドル2世の勅令により、オデッサの 「リシュリュー貴族学校」 が再編されて、新設の 「帝国ノヴォロシア大学」 として設置された。1917年から1920年までは「ノヴォロシア大学」、1933年から1945年まで 「オデッサ国家大学 」、1945年から2000年までは 「I・I・メニチコフオデッサ記念国家大学 」と大学の名称は変遷を遂げ、2000年以降、現在の名称を使用している。頭文字表記による略称は、ラテン文字表記では 「ONU」 、キリル文字表記では 「Ону」である。
キエフ、ハルキウ、リヴィウの大学と並んでウクライナで最も古い大学のひとつに挙げられており、実際にウクライナにおける教育ネットワークを介して同国の教育や科学や文化の発展の現況とその将来を左右している。
I・I・メニチコフ記念オデッサ国立大学は、4つの研究機関、10の学部、7つの専門家評議会で構成されている。本大学の (15世紀から現代まで、36億冊の蔵書を誇る) 科学図書館は有名であり、ウクライナ国内で最大規模かつ最古の大学である。

## 沿革

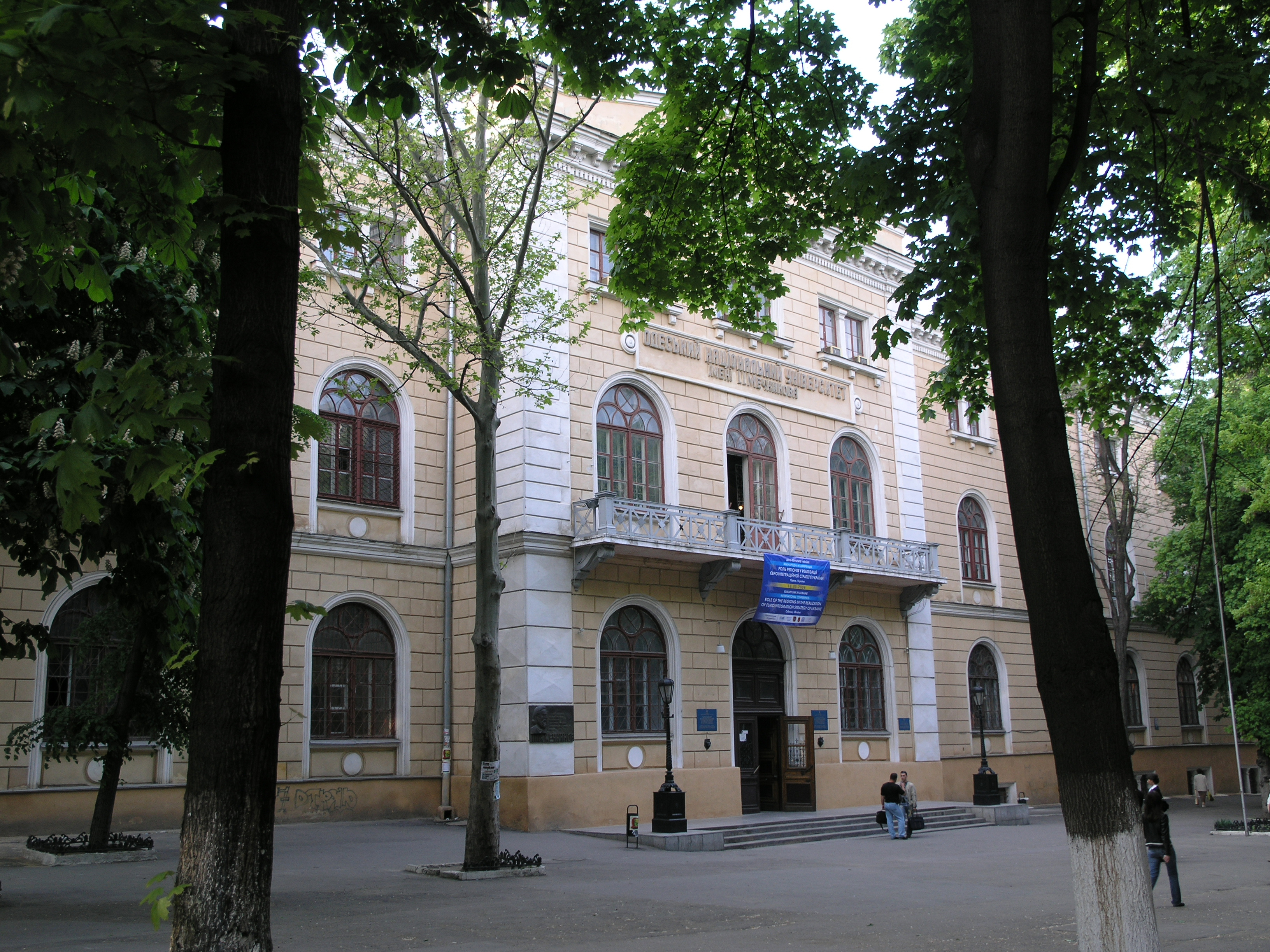
I・I・メチニコフ記念オデッサ国立大学の本館

1862年(旧ロシア暦:6月10日) 6月22日に出されたロシア皇帝アレクサンドル2世の勅令に基づき、1865年(旧ロシア暦:5月1日) 5月13日、1817年からオデッサに設置されていたリシュリュー貴族学校を「帝国ノヴォロシア大学」に再編させて誕生した。設立日から、1863年の法令に基づいた大学のすべての学問的および科学的生活は、国の社会的および政治的生活における各方面からのあらゆる妨害にもかかわらず、高等教育の為の施設としての自由民主主義の伝統を創り、今日まで守り続けている。帝国ノヴォロシア大学は、その設立当初から、重要な科学の中心地となり、黒海北部沿岸地域の科学分野や教育分野で中核となる人物を養成する為に重要な役割を果たした。
ノヴォロシア大学の開校当初は、歴史哲学部、物理数学部及び（最も多数を占めた）法学部の三つの学部を構成していた。歴史哲学部は1クラス制であり、多数の学生が学んでいる他の二学部は2クラス制であった。174人の生徒に加えて、58人の聴講生が授業に参加していた。1868年に最初の卒業生たちを送り出した。同年、サンクトペテルブルク大学で博士号を取得し、無脊椎動物の胚における胚葉の発達に関する論文でカール・エルンスト・フォン・ベーア賞を受賞したばかりのメニチコフを22歳の若さで准教授に招聘した。
1870年には、日露戦争の講和条約であるポーツマス条約にロシア側の首席全権となり、日本側の首席全権小村寿太郎との間で講和条約の調印を交わしたことで有名なセルゲイ・ウィッテが卒業した。彼はロシア第一革命を沈静化を図る為に1905年10月17日にロシア皇帝ニコライ2世の名によって出された十月詔書の起草者のひとりであり、ウクライナ国内で現在も運行している南西鉄道の経営責任者でもあり、ロシア帝国運輸大臣、大蔵大臣、首相などを歴任した人物である。
1886年、大学内にロシア初となる細菌学研究所が設立され、メニチコフが担当教授となった。彼はパストゥールのワクチンを用いて狂犬病研究を行なっていたが、地元の民衆からの理解を得られず間もなく辞任し、本大学を去る結果となってしまっている。
1900年に、四番目の学部として医学部が設置された。 
1920年に帝国大学であった本大学は解散閉学させられ、「物理数学研究所」と「社会科学・人文科学研究所」に分割された。1933年にオデッサ物理化学研究所を中核とするオデッサにある各高等教育施設の統合が行われ、ソビエト連邦という社会主義国家の監督下で「オデッサ大学」の名称の総合大学として復活することになった。
オデッサ大学は、第二次世界大戦中にウクライナで大学の授業を継続した唯一の大学であった。1941年の東部戦線におけるオデッサの戦いでドイツ軍の支援を受けた枢軸国側のルーマニア軍によりオデッサが陥落させられた後、ドニエストル川と南ブーフ川に挟まれた沿ドニエストル地域に大学機能を移した。ルーマニアの統制下で、本大学医学部の卒業生で外科医のパヴェル・チャソヴニコフが学長を務めた。

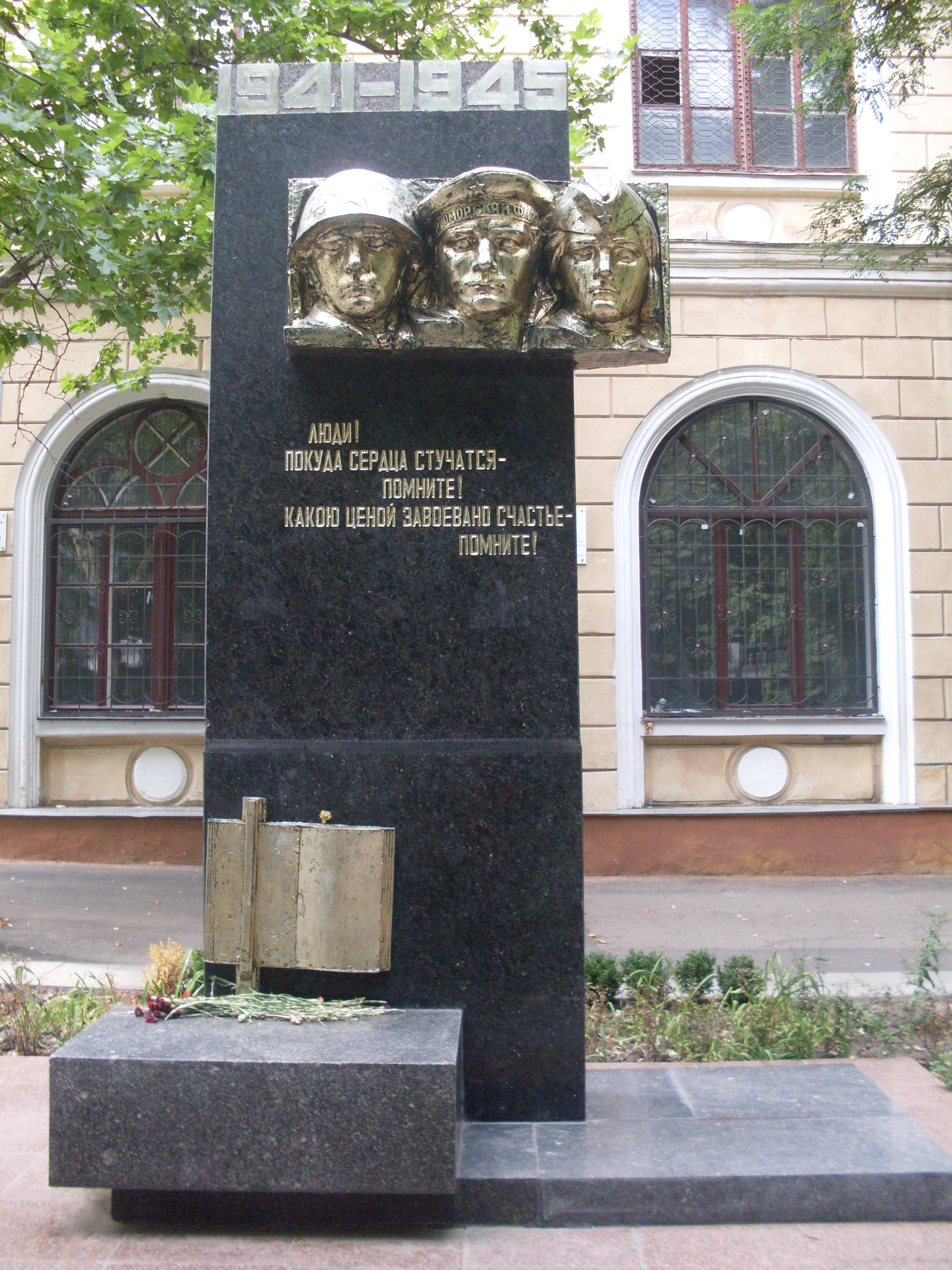
第二次世界大戦中に亡くなったメヒニコフと共に祀るONUの生徒と教員の慰霊碑。

1945年、オデッサ大学はオデッサの地に戻り、I・I・メニチコフの名を大学名に冠し「I・I・メニチコフ記念オデッサ国家大学 」 として再出発を図ることになった。
1965年、ONUは卓越した専門家育成の功績を挙げたとして赤旗勲章を授与され、1978年にはソ連の主要大学のリストに本大学の名が挙げられた。
1991年のソビエト連邦の崩壊後、ウクライナは独立を果たすとともに選挙によって国民の代表が選ばれるという民主主義国家に移行した。2000年に、本大学はウクライナ民族の国民国家であるウクライナ政府の国営による国立大学となった。2003年5月18日、オデッサ国立大学は、高等教育における学位認定の質と水準を国が違っても同レベルのものとして扱うことができるように整備するのを目的としたボローニャ・プロセスに署名した最初のウクライナの大学のひとつとなった。
現在、約1万7千人の学生が本大学で学習し、1300人以上の教員が勤務し、その内の200人以上の科学博士、教授として研究と指導を行なっている。40以上の新しい専門分野、約100の新しい部門とセンターが開設されている。教育カリキュラムは、オデッサやヘルソンの各地域の都市で作成されている。 
| ウクライナ国立銀行が鋳造したI・I・メニチコフ記念オデッサ国立大学の開校150年記念コイン。 |  | ウクライナ国立銀行が鋳造したI・I・メニチコフ記念オデッサ国立大学の開校150年記念コイン。 |
| ウクライナ国立銀行が鋳造したI・I・メニチコフ記念オデッサ国立大学の開校150年記念コイン。 |  |                                                                                         |

1991年に、本大学は欧州大学協会（EUA）に、1995年にはユネスコ世界大学協会（IAU）に招待された。ONUチームは、ドイツの学術交流サービス（DAAD）、アメリカのフルブライト奨学金およびマスク基金、ユネスコ、欧州連合のTEMPUS（TACIS）、INTAS、米国政府（CRDF）プログラム、イギリス、アメリカ、イタリア、ドイツ、フランスなどの大使館との共同プログラムなどの世界的に有名な国際機関の活動に積極的に参加している。
2015年5月13日、オデッサ国立大学は、創立150周年を厳粛に祝った。
帝国ノヴォロシア大学で研究を行なった世界的に著名な教員や科学者は、ノーベル賞受賞者で本大学の名称の一部にもなっているイリヤ・イリイチ・メチニコフ、中枢制止を発見しウクライナ国立学士院の会長を務めた生理学者イワン・セチェノフ、微生物学者ダニロ・ザボロトニー、植物学者のヴォロディミル・リプスキー、生物学者アレクサンドル・コヴァレフスキー、物理学者フョードル・シュヴェドフ、狂犬病や天然痘のワクチン研究を行なった微生物学者ニコライ・ガマレヤ、化学者ニコライ・ゼリンスキー、元素周期表を作成した化学者ドミトリ・メンデレーエフ、理論物理学者ジョージ・ガモフ、数学者アレクサンドル・リャプノフなど多数に上り、彼らはいつの時代においてもその存在感を放っていた。彼らの活動を通じて、帝国ノヴォロシア大学は瞬く間に黒海北岸に定住しているウクライナ人やロシア人などの人々の文化の中心地のひとつになり、本大学は科学の発展に重要な役割を果たし始めた。本大学の初代学長はイヴァン・ソコロフであった。ONUはどんな時期でも、ピョートル・レベデフ、オレクサンドル・ユルジェンコ、アレクセイ・ボガツキー、ヴィクトル・セルデューク、イゴール・ゼリンスキーといった様々な知識分野の卓越した専門家である教授陣によって率いられてきた。

### 大学の名称の変遷
- 1865年 - 1917年: 「帝国ノヴォロシア大学」 (Імператорський Новоросійський університет)
- 1917年 - 1920年: 「ノヴォロシア大学」 (Новоросійський університет)
- 1920年 - 1933年: 分割閉学中
- 1933年 - 1945年: 「オデッサ国家大学」 (Одеський державний університет)
- 1945年 - 2000年: 「I・I・メニチコフ記念オデッサ国家大学」 (Одеський державний університет імені І. І. Мечникова)
- 2000年 - : 「I・I・メニチコフ記念オデッサ国立大学」 (Одеський національний університет імені І. І. Мечникова)

## 組織・教育体制

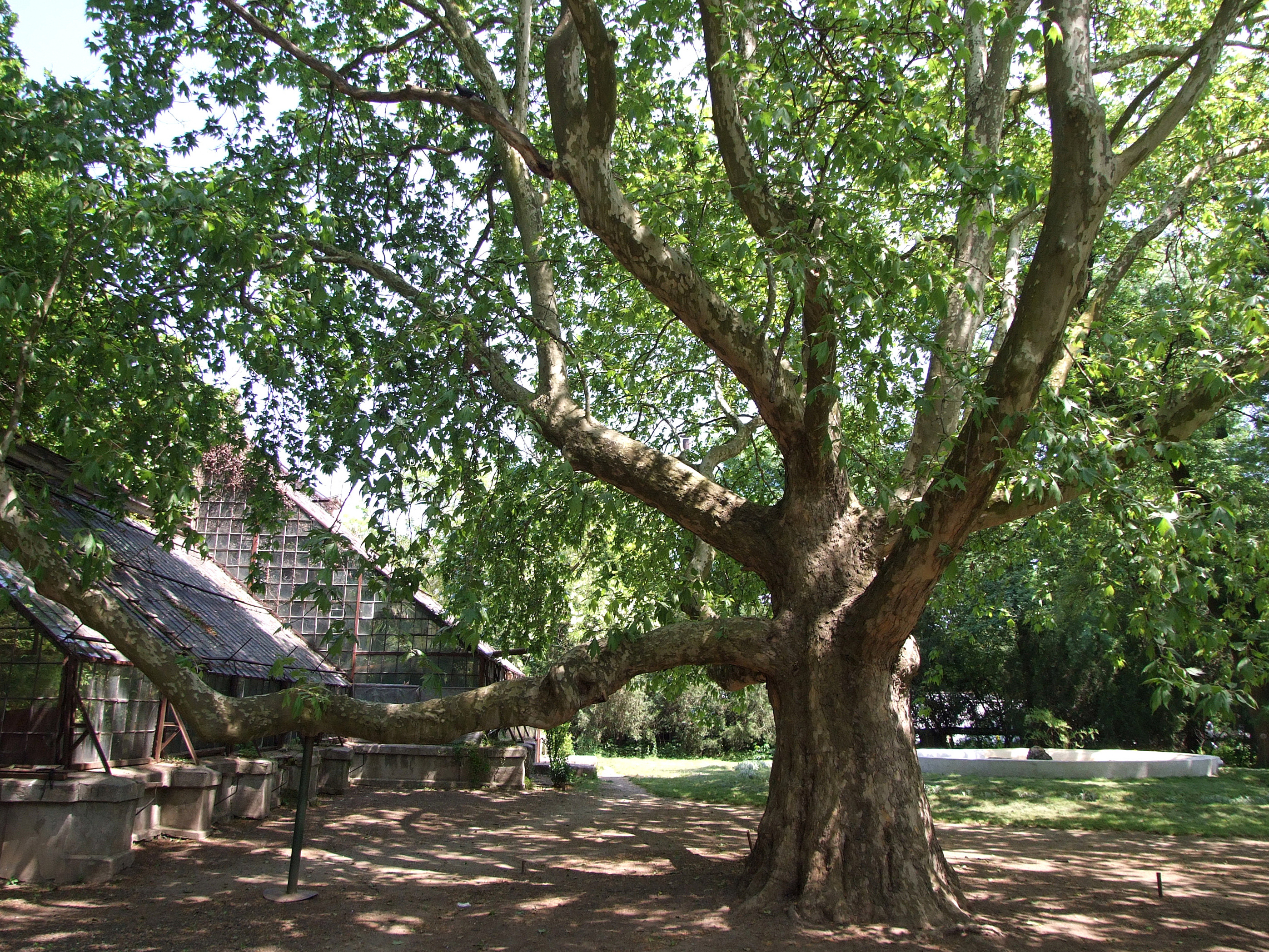
大学キャンパス内にある植物園の園内の様子

ONUは、街区を2つに隔てた約70ヘクタールの敷地から構成されている。ONUは直接管理する多くの学部を持つ。ONUは、10の学部、4つの研究期間、1つの専門学校、ウクライナ国民向けと外国からの留学生の為の2つの入学準備（受け入れ）部門、15の科学研究所、5つの科学研究センター、事務管理部門、実験機材用ショップ及び、学生用・大学院生用・研修生用合わせて9つの寮で構成されている。キャンパス内にはスポーツと健康用のリハビリテーション複合施設があり、チェルノモルカの村の学生、職員、大学のゲストの為に、独自のスタジアムと休憩所を完備している。大学のすべての場所には、食堂、カフェ、バー、医療用の部署がある。

### 学部
- 生物学部
- 国際政治・社会学部
- 経済・法学部
- 地質地理学部
- 歴史哲学部
- ジャーナリズム・広告・出版学部
- 数学物理学情報技術学部
- 心理学・ソーシャルワーク学部
- ローマ・ゲルマン哲学部
- 化学部

### 附属機関
- 経済社会学専門学校
- 入学準備教育課
- 留学生準備課

### 科学研究機関関連

#### 研究機関
- 天文台 - 1871年に設立された天文台（観測点はロシア、トルクメニスタン、アゼルバイジャンにある）は、ウクライナで最も古いもののひとつである。
- 物理学研究所
- 燃焼および代替技術研究所

#### 研究所
- 海岸・貯水池・山の斜面の工学地質学の問題研究所 (PNIL-1)
- 燃料電池問題研究室 (PNIL-2)
- 空気分散システムの問題研究所 (PNIL-3)
- 土壌地理学とチェルノーゼム(黒土)地帯の土壌被覆の保護に関する問題研究所 (PNIL-4)
- 医薬品の合成に関する問題研究所 (PNIL-5)
- 海洋地質学および地球化学の研究部門 (ONIL)
- 非結晶エレクトロニクス研究所
- 理論分子物理学研究所 (NIL-14)
- 低温プラズマ物理化学研究所
- センサー及び記録システムの研究所
- 半導体の電子、イオン、分子プロセスの研究所

#### 研究センター
- 教育科学生産センター
- 統合監視と環境研究のための地域連携センター
- センサーエレクトロニクス、信頼性、電子工学のエキスパートセンター
- チョルノモリスク教育科学センター

### 大学内研究用施設

#### 植物園
本大学の植物園は、世界の植物相を保全する為に1867年に設立されたウクライナでは最古でかつ最も有名な科学センターのひとつである。1928年から1937年にかけて、ウクライナ科学アカデミーの元会長であったヴォロディミル・リプスキーによって管理されていた。植物園は、天然記念物を保護管理する適格性を有しており、ウクライナ政府の決定によりウクライナの自然保護基金が割り当てられている。園内では、3,840にも上る種、亜種、変種、品種及び雑種の種類の植物が管理保護されている。

#### 博物館
- 岩石鉱物学博物館 - 1865年に設立された国有の施設である。博物館の資源は世界中から集められた12,500のサンプルであり、世界の海底からの鉄やマンガンの塊を含む鉱石形成のサンプルのコレクションは、科学的価値においてユニークである。博物館の最も価値のあるコレクションは、ウクライナ国内のみならずヨーロッパで最も豊富とされる隕石のコレクションである。
- 動物学博物館 - 19世紀初頭に設立されたウクライナで最も古い博物館ーのひとつである。19世紀のユニークなコレクションを含む5万を超える科学的コレクションがある。この中には次の様なものがある。「最後の世紀」（おそらく19世紀頃）に収集された、昆虫学者エルネスト・バリオン（ロシア語版）教授による昆虫のコレクション。メチニコフの黒海および他の哺乳類の頭蓋動物コレクションといった人類学的コレクション。ユニークな展示品には、27メートルのシロナガスクジラの完全に組み立てられた骨格がある。
- 科学図書館の貴重な本の博物館 - 1979年に開館した。その希少で貴重な出版物は、オデッサ大学の前身であるリシュリュー貴族学校の時代に収集され始めたものである。現在、本の博物館は、11万6千冊以上を所蔵し、そのコレクションには、15世紀後半のインキュナブラの図書や16世紀から18世紀までの珍しい貴重な出版物、19世紀から20世紀までの歴史的事件が記述された本などの何世紀にもわたるコレクションが所有されている。
- 古生物学博物館 - リシュリュー貴族学校のコレクションを基に創設された古生物学博物館は、1873年から存在している。博物館は世界で最高の10ランクの博物館に属しており、4万以上の展示物がある。多くのコレクションは、かつての黒海地域の動物相の研究から得られたものである。化石資料から成る古生物学を対象とした博物館は、ウクライナでは類似する施設は無く、かなりの数の展示物が他にないユニークな資料である。国有地のオデッサのカルスト洞窟の地下は古生物学的保護区でもあり、40種以上の絶滅した動物のテラス堆積物に独特の埋葬地となっている。

#### 科学図書館
科学図書館は、ウクライナで最大かつ最も古い科学図書館のひとつである。1817年に設立された図書館は、360万以上の所蔵文献がある。15世紀から16世紀にかけて製本された5冊のインキュナブラ本、印刷が始まった最初の世紀である15世紀に印刷された27の古文書、約9千冊の重要かつ希少な書物が所蔵されている。非常に珍しい所蔵文献の例では、1581年にイヴァン・フョードロフが印刷した、初の教会スラブ語訳聖書である『オストロク聖書』の貴重なオストロフでの印刷版と、図書館で最古のインキュナブラ本となる1476年にニュルンベルクでヨハン・アンドレアスによって紋章学について書かれた書物の『起源に関する論文』である。

## 主な出身者
- アレコ・コンスタンティノフ（英語版） - ブルガリアで観光事業活動を始めた著名なブルガリアの知識人
- アリ・モハメド・シェイン（英語版） - ザンジバルの政治家、第7代大統領
- ニコライ・ゼリンスキー - ソビエトの化学者で、有機化学における触媒の理論を確立し、ガスマスクを発明
- イオン・ニストル（英語版） -  著名なルーマニアの歴史家および政治家
- ジョージ・ガモフ - 理論物理学者で宇宙論者 、特にルメートルのビッグバン理論の初期の提唱者
- ニコディム・ジンダコフ（英語版） - ロシアの歴史家であり、ビザンティン美術史研究の第一人者
- モルデハイ・ナミル（英語版） - イスラエルの大臣
- マリウシュ・ザルスキ（英語版） -  ポーランドのスポーツヨットのパイオニアであるポーランド陸軍の准将
- セルゲイ・ウィッテ - ポーツマス講和会議におけるロシア側の首席全権であり、日露戦争後はロシア帝国の首相を務めた
- イワン・セチェノフ - ロシアの生理学者
- ニコライ・チェボタリョフ -帝政ロシアとソビエトにおける著名な数学者で「チェボタリョフの密度定理」で有名
- クリステ・ミシルコフ（英語版） - 北マケドニアの文化と言語を研究した言語学者で、北マケドニアでは非常に著名な人物
- ジョシュア・ゴールドバーグ（英語版） -  ベラルーシ生まれのアメリカ人のラビであり、第二次世界大戦で最初にアメリカ海軍の牧師として任命された
- カディシュ・ルズ（英語版） -  1955年から1959年までイスラエル農業大臣と1959年から1969年までイスラエル国会の議長を務めたイスラエルの政治家
- ヴォロディミル・リプスキー（英語版） - ウクライナの植物学者。ウクライナ国立科学アカデミーの会長を務め、オデッサ大学植物園の管理責任者を務める
- ゲルマン・パンテア（英語版） - モルダヴィア民主共和国の政治家
- アッラ・ドゥジオウェヴァ（英語版） -  南オセチアの教師から政治家に転身、2002年から2008年まで文部大臣を務めた
- ストレルツォフ・イェヴゲン（英語版） - ウクライナの著名な医学者
- ヴォロディミル・ケドゥロフスキ（英語版） - ウクライナの軍事指導者、外交官、作家ならびに政治活動家
- ピョートル・カリシュコフスキ（英語版） - ウクライナ出身のソビエト歴史学者、貨幣学者ならびに辞書編集者